# Championnat de La Réunion de football 1979
Le Championnat de La Réunion de football 1979 était la 30e édition de la compétition qui fut remportée par la SS Saint-Pauloise.

## Classement
| Rang | Équipe                 | Pts | J  | G  | N  | P  | Bp | Bc | Diff |
| ---- | ---------------------- | --- | -- | -- | -- | -- | -- | -- | ---- |
| 1    | SS Saint-Pauloise      | 59  | 22 | 18 | 1  | 3  | 57 | 26 | +31  |
| 2    | US Bénédictine         | 51  | 22 | 11 | 7  | 4  | 41 | 27 | +14  |
| 3    | CS Saint-Denis (C)     | 50  | 22 | 11 | 6  | 5  | 51 | 29 | +22  |
| 4    | JS Saint-Pierroise (T) | 48  | 22 | 11 | 4  | 7  | 37 | 30 | +7   |
| 5    | SS Saint-Louisienne    | 47  | 22 | 9  | 7  | 6  | 30 | 29 | +1   |
| 6    | SS Patriote            | 42  | 22 | 7  | 6  | 9  | 23 | 24 | -1   |
| 7    | USSA Léopards (P)      | 42  | 22 | 7  | 6  | 9  | 30 | 37 | -7   |
| 8    | SS Tamponnaise (P)     | 41  | 22 | 7  | 5  | 10 | 36 | 40 | -4   |
| 9    | FC Ouest               | 40  | 22 | 4  | 10 | 8  | 30 | 30 | 0    |
| 10   | SS Jeanne d'Arc        | 40  | 22 | 6  | 6  | 10 | 25 | 39 | -14  |
| 11   | CS Sainte-Marie        | 36  | 22 | 5  | 4  | 13 | 27 | 43 | -16  |
| 12   | SS Excelsior           | 32  | 22 | 3  | 4  | 15 | 23 | 56 | -33  |

|  | Relégation en 2e division |